# Hugo Zavagno
Hugo Ernesto Zavagno (Rosario, Provincia de Santa Fe, Argentina; 21 de febrero de 1952) es un exfutbolista argentino. Jugaba como mediocampista ofensivo o enganche y su primer equipo fue Rosario Central. Su último club antes de retirarse fue Colón de Santa Fe. Es padre del también exfutbolista Luciano Zavagno.

## Trayectoria

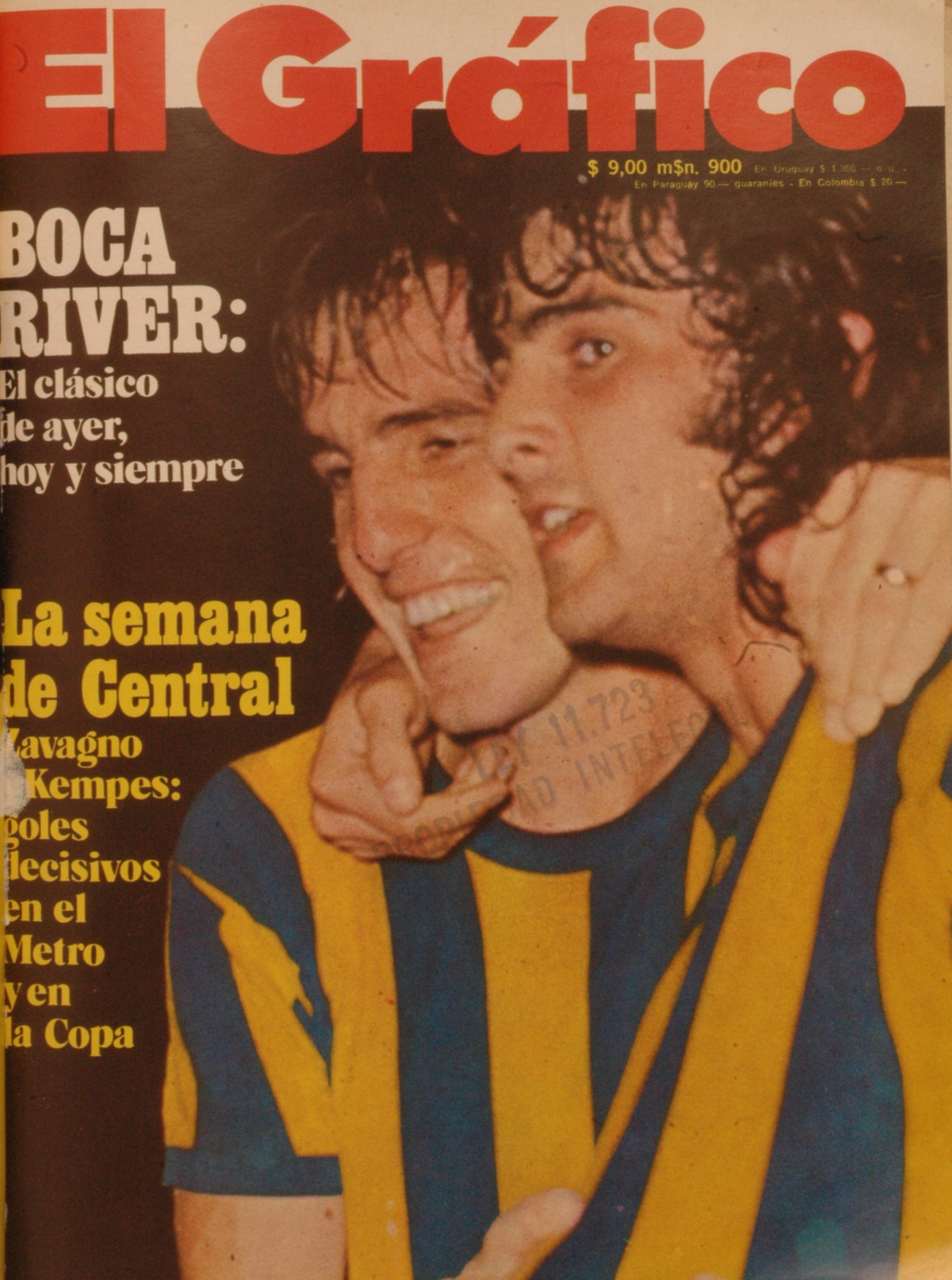
Zavagno y Kempes en 1975

Zavagno debutó en 1969 con la camiseta auriazul, la que vestiría en 192 ocasiones y con la que convertiría 27 goles en tres etapas. Durante la primera de éstas, fue alternativa constante en los planteles canallas. Se destaca su participación en los tres partidos del Nacional 1971 en los que se jugó con juveniles debido a una huelga de los profesionales, anotando 4 goles y siendo tenido muy en cuenta para el resto del torneo, que finalizaría con el título para Rosario Central.
En 1973 fue cedido a Deportivo Cali, club con el que tuvo la oportunidad de disputar nuevamente la Copa Libertadores, que ya había jugado con Central.
Retornó al conjunto rosarino para 1974, siendo partícipe del doble subcampeonato obtenido entre el Metro y el Nacional. El año y medio siguiente lo encontró como unos de los habituales titulares en el mediocampo centralista, aunque fue cedido durante el Nacional 1976 a Atlético Tucumán.
Tuvo su tercera y última etapa en Central entre 1977 y 1978; pasó luego a Racing, donde jugó por tres temporadas. Continuó en Unión de Santa Fe otros tres años, para cruzar de vereda en 1985 y retirarse con la camiseta de Colón de Santa Fe.

## Clubes
| Club              | País      | Año       | PJ  | G  |
| ----------------- | --------- | --------- | --- | -- |
| Rosario Central   | Argentina | 1969-1972 | 52  | 13 |
| Deportivo Cali    | Colombia  | 1973      | ?   | ?  |
| Rosario Central   | Argentina | 1974-1976 | 105 | 11 |
| Atlético Tucumán  | Argentina | 1976      | 14  | 2  |
| Rosario Central   | Argentina | 1977-1978 | 35  | 3  |
| Racing            | Argentina | 1979-1981 | 61  | 3  |
| Unión de Santa Fe | Argentina | 1982-1984 | 79  | 8  |
| Colón de Santa Fe | Argentina | 1985      | 26  | 1  |
| Total             | Total     | Total     | 372 | 41 |

## Palmarés

### Campeonatos nacionales
| Título           | Club                  | País      | Año    |
| ---------------- | --------------------- | --------- | ------ |
| Primera División | C. A. Rosario Central | Argentina | N-1971 |